# Emys marmorata
Actinemys marmorata or Emys marmorata là một loài rùa trong họ Emydidae. Loài này được Baird & Girard mô tả khoa học đầu tiên năm 1852.

## Hình ảnh

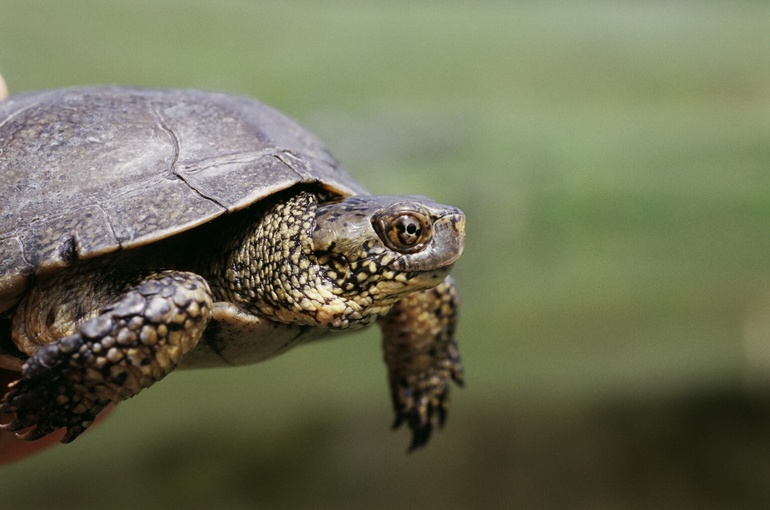
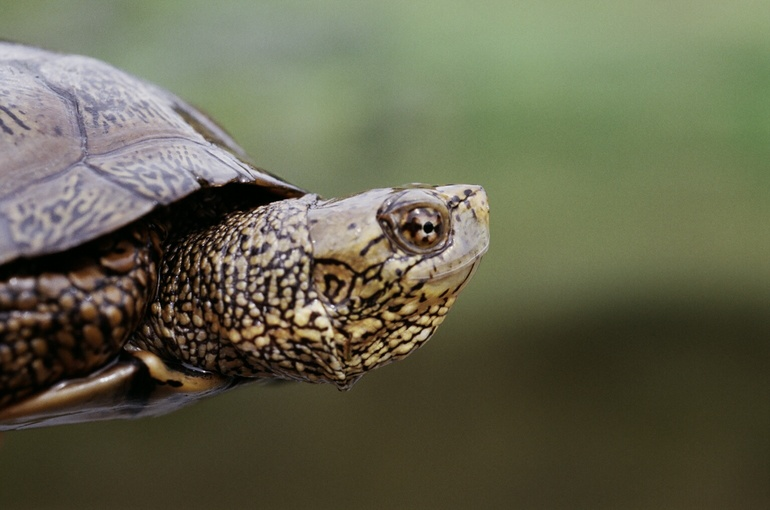
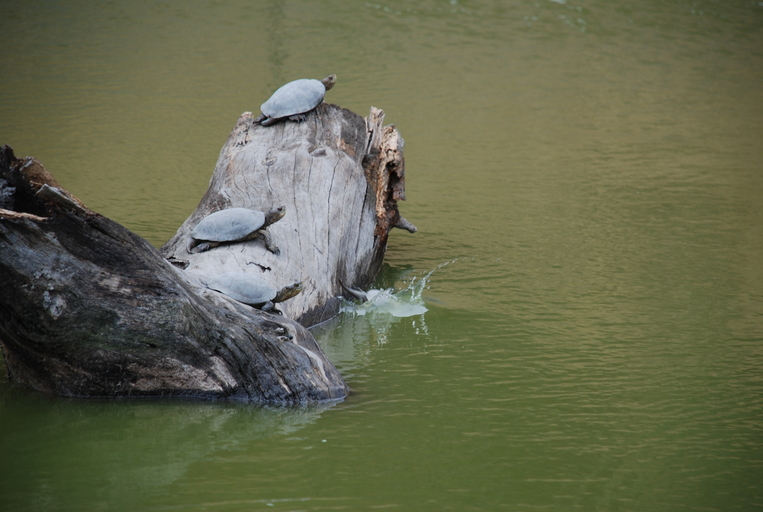
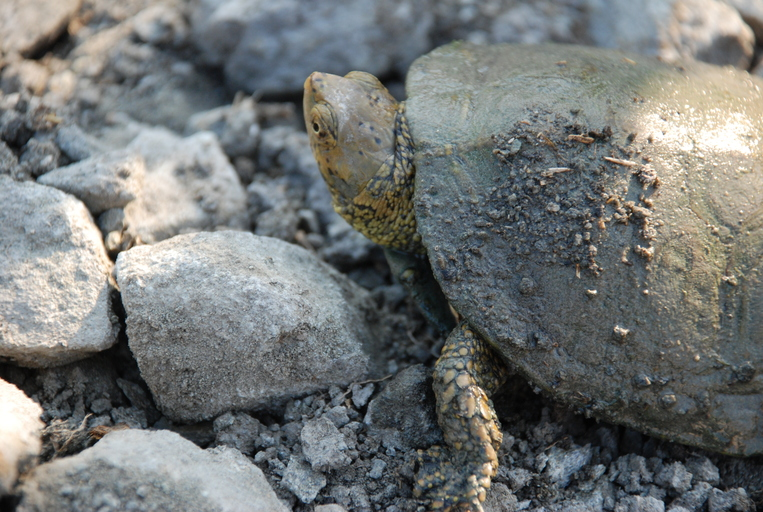